# Start Deutsch
Lo Start Deutsch è una certificazione della conoscenza della lingua tedesca sviluppata dal Goethe-Institut in collaborazione con la telc GmbH. L'esame viene condotto e valutato in tutto il mondo seguendo i medesimi standard e alle stesse condizioni.
In Italia si può svolgere al Goethe-Institut o presso diversi partner autorizzati. Luoghi, date e prezzi validi per l'intero territorio nazionale sono consultabili in internet alla voce Esami di certificazione della lingua tedesca in Italia.
Di tale certificazione esistono due forme, entrambe corrispondenti a un grado di conoscenza elementare della lingua: Start Deutsch 1 e Start Deutsch 2.

## Start Deutsch 1
Il Goethe-Zertifikat A1: Start Deutsch 1 corrisponde al livello A1, il primo nella scala di valutazione a sei livelli del Quadro comune europeo di riferimento per la conoscenza delle lingue. La certificazione attesta che si è in grado di farsi capire in situazioni comuni, purché l'interlocutore parli adagio e in maniera chiara; comprendere e utilizzare, nelle situazioni quotidiane, frasi ed espressioni frequenti e di uso comune (ad es. informazioni riguardanti la propria persona e famiglia, gli acquisti, il lavoro e l'ambiente conosciuto); presentare se stesso o un'altra persona, porre ad altri domande sulla loro persona, ad esempio dove abitano, chi conoscono o cosa possiedono.
Il Goethe-Zertifikat A1: Start Deutsch 1 serve ad esempio al coniuge che vuole ricongiungersi alla propria famiglia come attestazione delle conoscenze linguistiche richieste per la domanda di ricongiungimento familiare in Germania.
Requisiti, descrizione delle prove d'esame (scritto+orale), esercizi e materiale informativo per la preparazione sono disponibili in internet sul sito del Goethe-Institut alla voce Goethe-Zertifikat A1: Start Deutsch 1.

## Start Deutsch 2
Il Goethe-Zertifikat A2: Start Deutsch 2 corrisponde al livello A2, il secondo nella scala di valutazione a sei livelli del Quadro comune europeo di riferimento per la conoscenza delle lingue. La certificazione attesta che si è in grado di comprendere ed usare frasi ed espressioni comuni e ricorrenti; farsi capire in situazioni ordinarie, scambiare informazioni di carattere quotidiano del mondo del lavoro o del tempo libero; descrivere con frasi semplici la propria provenienza e formazione, l'ambiente circostante e i contesti più frequenti.
Requisiti, descrizione delle prove d'esame (scritto+orale), esercizi e materiale informativo per la preparazione sono disponibili in internet sul sito del Goethe-Institut alla voce Goethe-Zertifikat A2: Start Deutsch 2.